# Barbarano Vicentino
Barbarano Vicentino es una localidad italiana situada en el municipio de Barbarano Mossano, en la provincia de Vicenza (Véneto). 

## Demografía
| Gráfica de evolución demográfica de Barbarano Vicentino entre 1861 y 2001 |
|                                                                           |
| Fuente: ISTAT - Elaboración gráfica de Wikipedia                          |